# Reloj Solar Quitsato

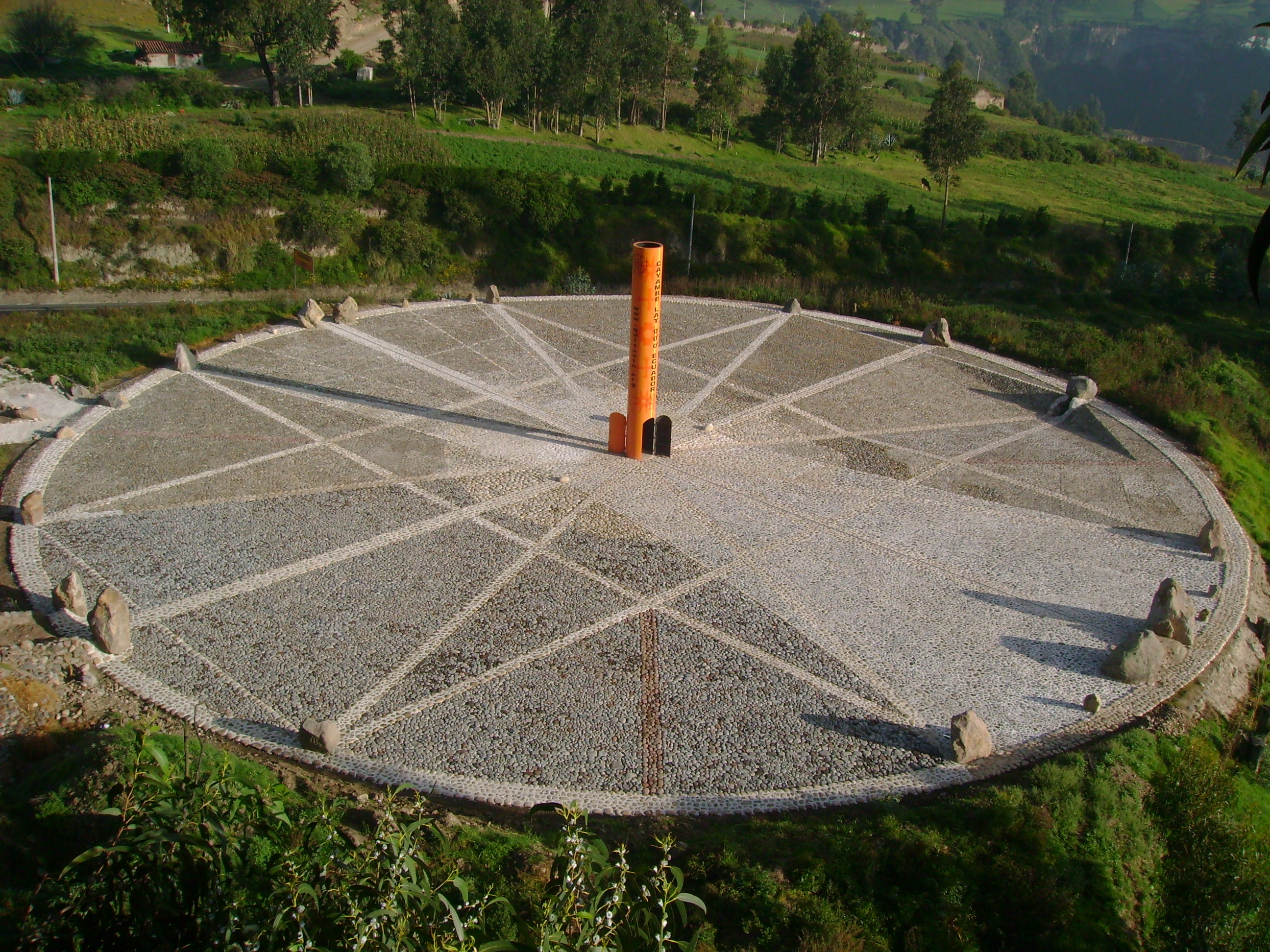
Vista panorámica del Reloj Solar Quitsato ubicado exactamente en la línea ecuatorial.
Debido a su diseño, la sombra proyectada puede indicar los solsticios y equinoccios, así como los meses del año con gran precisión.

El Reloj Solar Quitsato es un sitio cultural-turístico situado en la Mitad del Mundo, cerca de Cayambe, 47 km al norte de Quito.
Fue construido en el año 2006 e inaugurado en el año 2007 como un proyecto independiente sin fines de lucro en un terreno con un área de 2300 metros cuadrados. En él se dan a conocer aspectos fundamentales de los conocimientos astronómicos que tenían las culturas prehispánicas en la región, los antecedentes históricos que giran en torno al concepto de Mitad del Mundo y el nombre de Ecuador. Las exposiciones se realizan permanentemente por miembros de la comunidad como un proyecto autosostenible.

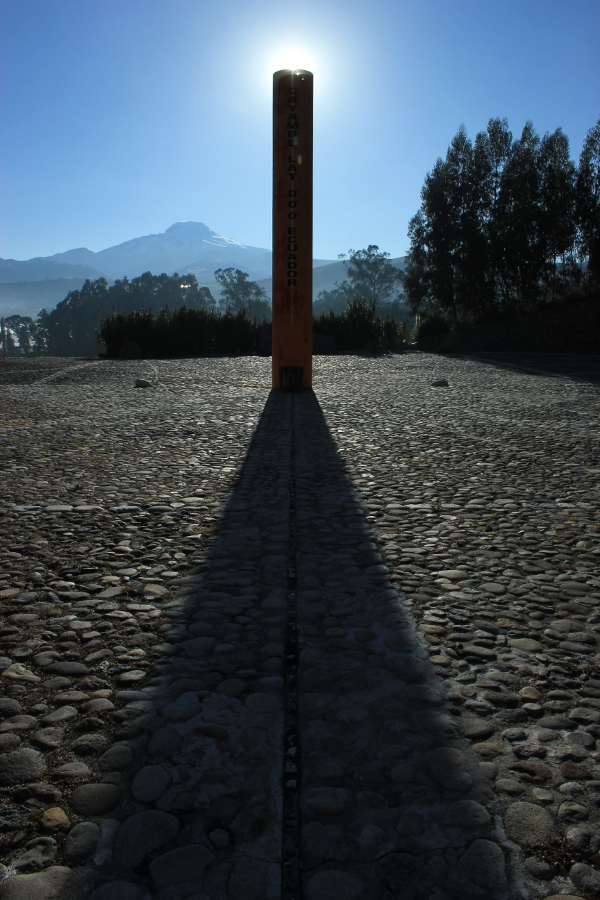
Proyección de la sombra del gnomon en el equinoccio. Se puede apreciar al fondo el Nevado Cayambe, único sitio del mundo adonde la línea ecuatorial cruza por un glaciar. También, es el punto más alto de la línea equinoccial en el mundo.

## Estructura
Consta de una plataforma circular de 54 metros de diámetro que conforma un mosaico de cantos rodados de tonos claros y oscuros que dibujan una estrella de ocho puntas que indica los solsticios y equinoccios, además de líneas intermedias señalando los Puntos cardinales. En el centro de esta plataforma se encuentra un poste cilíndrico color naranja de 10 metros de altura y 130 centímetros de diámetro que sirve como gnomon, señalando las correspondientes horas y meses del año de acuerdo a la sombra proyectada por del Sol. Los diez metros de alto del gnomon representan el sistema métrico decimal, ya que el metro, en su origen, es el resultante de la diezmillonésima parte del cuadrante terrestre. El objetivo de la diferencia de color entre las piedras, es explicar el significado del albedo y su uso en el estudio astronómico.
Del mismo modo, los ángulos que conforman el diseño geométrico de la estrella de ocho puntas, están dados por la inclinación de la Tierra con respecto a la eclíptica o el plano de la órbita de la Tierra alrededor del Sol. por lo tanto, la plataforma en sí también presenta una lectura de la mecánica celeste. Se presentan detalladas las posiciones de los solsticios y equinoccios, así como también sus respectivos ejes, como los polos y los ejes de la eclíptica.

## La "otra mitad del mundo"

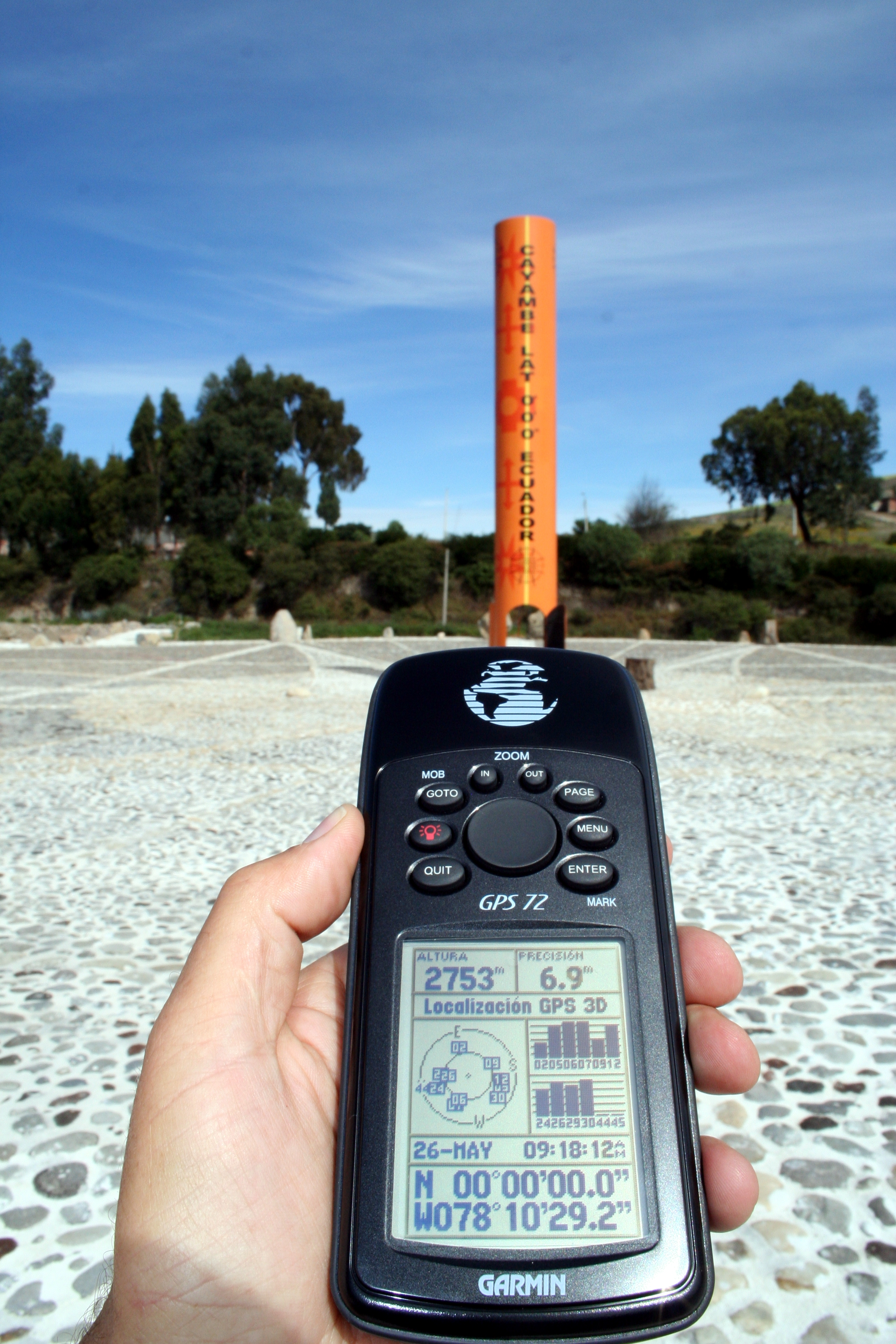
Visualización de las coordenadas del reloj solar por medio de GPS. Las coordenadas que marca el GPS que muestra la foto, se pueden comprobar con Google Earth, buscando la ubicación geográfica de Quitsato.

Es posible comprobar que el monumento de la Ciudad Mitad del Mundo, ubicada al norte de la ciudad de Quito, tiene un desfase de 244 metros con la línea equinoccial, lo cual es fácilmente comprobable usando un GPS o una aplicación tipo GIS como Google Earth. Se afirma que el objetivo de las Misiones Geodésicas Francesas en el año de 1736, era realizar experimentos para comprobar el achatamiento en los polos característico de la forma de la Tierra mediante la comparación de la distancia existente entre un grado meridiano en la zona ecuatorial con otro grado medido en Suecia. Aun así, dedicaron un día en la ubicación del paralelo 0 en los terrenos pertenecientes a la antigua Hacienda Guachalá, donde dejaron una lápida de piedra, la cual hoy día se encuentra en el Observatorio Astronómico de Quito. Del mismo modo, en los alrededores, se llevan a cabo diferentes trucos carentes de rigor científico acerca de la ubicación equinoccial.
El observatorio Solar de Quitsato en cambio está ubicado exactamente sobre la línea ecuatorial terrestre, lo que puede comprobarse por mediciones GPS.